# 普加乔夫卡河
普加乔夫卡河（俄语：Река Пугачёвка）或马群潭川（日语：／）是萨哈林州马卡罗夫区的河流，源起卡梅绍维山脉施腾博格山，长47公里，流域面积295平方公里，在普加乔沃村注入捷尔佩尼耶湾。